# Hrvaška akademija znanosti in umetnosti
Hrvaška akademija znanosti in umetnosti (hrvaško Hrvatska akademija znanosti i umjetnosti - HAZU) je hrvaška nacionalna akademija znanosti in umetnosti.
Hrvati so imeli že v 16. stoletju svoje akademije, znanstvene ustanove ali znanstvena društva najuglednejših in najbolj učenih osebnosti, ki so si zadali nalogo da s svojimi izdajami, razpravami in občasnimi akademskimi sestanki stalno dajo nove pobude znanstvenemu raziskovanju in gojitvi čiste znanosti, umetnosti in moralnih vrlin. Priprave za osnovanje današnje Akademije so potekale skupaj s hrvaškim narodnim preporodom. Preporodne zamisli o osnovanju »učenega društva« so izrekli v prvih desetletjih 19. stoletja v skladu s težnjami prvakov narodnega bujenja. Oblikovali so jih v sklepe Hrvaškega sabora leta 1836, nato leta 1843, 1845 in 1847. Ti zaključki so vodili k osnovanju ustanove splošnega nacionalnega pomena, najvišje znanstvene in umetniške ustanove - akademije znanosti.
Revolucionarni dogodki med letoma 1848 in 1849 ter absolutizem znotraj avstrijske monarhije so odložili izvršitev teh odločitev za več kot deset let. Po laksenburškem manifestu avstrijskega cesarja Franca Jožefa I. se je do neke mere liberaliziralo politično in družbeno življenje, tako da je nova ustava iz leta 1860 zagotovila neodvisni Hrvaški sabor. V ta namen sklicana Banska konferenca je bila pomembna tudi za osnovanje narodne akademije.
Ustanovo so ustanovili leta 1867 v Zagrebu kot Jugoslovansko akademijo znanosti in umetnosti. Utemeljitelj akademije je bil Josip Juraj Strossmayer. 10. decembra 1860 je Strossmayer prvi Banski konferenci in tedanjemu hrvaškemu banu Josipu Šokčeviću predložil pismeno pogodbo in dal denarno podporo 50.000 goldinarjev, nujno za ustanovitev akademije. Njegovemu zgledu so sledili po celi Hrvaški. Hrvaški sabor, ki so ga izbrali 15. aprila 1861, je že 20. aprila enoglasno sprejel Strossmayerjev predlog o osnovanju Akademije znanosti in jo vzel pod svojo zaščito. Tedaj so sprejeli pravila in jih v obliki zakonskega predloga poslali cesarju, ki ga je sprejel šele 7. avgusta 1863 in pri tem zahteval nekatera dopolnila. Novoizbrani Sabor je pravila leta 1865 predelal in cesar jih je odobril 4. marca 1866. Kmalu zatem je vladar potrdil tudi prvih 14 (od 16) pravih članov Akademije. Osnovanje Akademije je bila logično nadaljevanje ustanovitve Univerze v Zagrebu, ki so jo prvotno ustanovili leta 1669 in jo je Strossmayer leta 1874 obnovil.
Na sestanku 26. julija 1866 so člani sprejeli poslovnik in izbrali Strossmayerja za pokrovitelja, kanonika in zgodovinarja Franja Račkega pa za prvega predsednika Akademije. V svojih prvih dneh je akademija nosila ime Slavorum meridionalium (južnoslovanska) kot dokaz romantično-utopičnega pogleda na slovansko enotnost Južne Evrope.
Strossmayer je bil tudi pokrovitelj stavbe Akademije v Parku Zrinjevac. Stavbo so zgradili leta 1880. V letu 1884 je palača tudi gostila »Strossmayerjevo galerijo«, ki je imela 256 umetniških del, večinoma slik. Galerija je danes ena najuglednejših galerij v Zagrebu.
Akademija je med letoma 1867 in 1882 izdajala znanstveno revijo Rad (delo). Nato je vsak posamezni razred Akademije začel izdajati samostojne revije. Do danes so izdali skoraj 500 izdaj. Leta 1887 je Akademija izdala prvi letopis Ljetopis, kakor tudi več drugih publikacij iz zgodovine in etnologije.
Akademija se je do leta 1991 imenovala Jugoslovanska (JAZU). V času nacističnega režima Neodvisne države Hrvaške med letoma 1941 in 1945 so jo preimenovali v »Hrvaška«.

## Predsedniki JAZU oz. HAZU
- 1866–1886 Franjo Rački
- 1887–1890 Pavao Muhić
- 1890–1900 Josip Torbar
- 1900–1914 Tadija Smičiklas
- 1915–1918 Tomislav Maretić
- 1918–1921 Vladimir Mažuranić
- 1921–1924 Gustav Janaček
- 1924–1933 Gavro Manojlović
- 1933–1941 Albert Bazala
- 1942–1946 Tomo Matić - HAZU
- 1947–1958 Andrija Štampar - JAZU
- 1958–1978 Grga Novak - JAZU
- 1978–1991 Jakov Sirotković - JAZU
- 1991–1997 Ivan Supek - HAZU
- 1997–2003 Ivo Padovan - HAZU
- 2003–2010 Milan Moguš - HAZU
- 2010–2018 Zvonko Kusić - HAZU
- 2018–danes Velimir Neidhardt - HAZU

## Člani
- Seznam članov Hrvaške akademije znanosti in umetnosti
- Seznam dopisnih članov Hrvaške akademije znanosti in umetnosti
- Seznam izrednih članov Hrvaške akademije znanosti in umetnosti
- Seznam rednih članov Hrvaške akademije znanosti in umetnosti